# José María Díez-Alegría
José María Díez-Alegría Gutiérrez (Gijón, 22 d'octubre de 1911 - Alcalá de Henares, 25 de juny de 2010) va ser un sacerdot i teòleg ex jesuïta espanyol, pertanyent a l'Associació de Teòlegs Joan XXIII.
Nascut a Gijón, al Principat d'Astúries, on el pare era director de la sucursal del Banc d'Espanya, era germà dels militars Luis Díez-Alegría Gutiérrez i Manuel Díez-Alegría. Fill de Manuel Díez-Alegría García i de María Gutiérrez de la Gàndara.
El 1930 va ingressar a la Companyia de Jesús i es va ordenar sacerdot el 1943. Es va llicenciar en Teologia i es va doctorar en Filosofia i Dret. Va ser professor d'ètica a la Universitat de Madrid des del 1955 fins al 1961. Després va ser professor de Doctrina Social de l'Església a la Pontifícia Universitat Gregoriana de Roma fins al 1972. Després de la publicació del llibre Yo creo en la esperanza, es va exclaustrar de la Companyia de Jesús, a causa del rebuig causat per la seva heterodòxia, i se'n va anar a viure a El Pozo del Tío Raimundo, juntament amb el Pare Llanos.
Residia –per una disposició especial del Pare Arrupe– a l'escola dels jesuïtes d'Alcalá de Henares.
Va morir a Alcalá de Henares la matinada del 25 de juny del 2010 a l'edat de 98 anys.

## Reconeixements[4]
- Condecorat amb la Medalla al Mèrit en el Treball (2007)
- Entrega del 'Urogallo Especial con mención Honorífica' (2005)
- Nomenament de Fill predilecte de Gijón (2005)

## Publicacions[3]
- Actitudes cristianas ante los problemas sociales (1967)
- Cristianismo y revolución (1968)
- Teología en broma y en serio (1977)
- Rebajas teológicas de otoño (1980)
- La cara oculta del cristianismo (1983)
- ¿Se puede ser cristiano en esta Iglesia? (1987)
- Cristianismo y propiedad privada (1988)